# Delfos (fill d'Apol·lo)
Segons la mitologia grega, Delfos (en grec antic Δέλφος) va ser un heroi que donà nom a la ciutat de Delfos, a la Fòcida, cèlebre pel santuari i l'oracle d'Apol·lo.
Unes tradicions diuen que era el rei del país quan Apol·lo va anar a prendre possessió de l'oracle. Altres expliquen que era un fill que Posidó havia tingut amb la filla de Deucalió, Melanto, que es va unir amb ella en forma de dofí, i d'aquí vindria el nom a l'infant. La versió més coneguda el fa fill d'Apol·lo i de Celeno o de Tia.
Delfos hauria tingut un nom primitiu, Pito (assimilant-lo a la serp Pitó), per part d'un fill seu, el rei Pities, o per una de les seves filles, anomenada Pitis.